# ケーシー・ローレンス
- ケイシー・ローレンス

ケーシー・リー・ローレンス（Casey Lee Lawrence, 1987年10月28日 - ）は、アメリカ合衆国ペンシルベニア州アダムズ郡マクシェリーズタウン出身のプロ野球選手（投手）。右投右打。MLBのシアトル・マリナーズ所属。

## 経歴

### プロ入りとブルージェイズ時代
2010年にトロント・ブルージェイズと契約してプロ入り。契約後、傘下のA-級オーバーン・ダブルデイズでプロデビュー。A級ランシング・ラグナッツでもプレーし、2球団合計で16試合（先発13試合）に登板して7勝2敗、防御率2.33、61奪三振を記録した。
2011年はA級ランシングとA+級ダニーデン・ブルージェイズでプレーし、2球団合計で26試合（先発25試合）に登板して14勝9敗、防御率3.04、111奪三振を記録した。
2012年はA+級ダニーデンとAA級ニューハンプシャー・フィッシャーキャッツでプレーし、2球団合計で27試合（先発24試合）に登板して9勝7敗、防御率3.87、96奪三振を記録した。
2013年はA+級ダニーデン、AA級ニューハンプシャー、AAA級バッファロー・バイソンズでプレーし、3球団合計で19試合（先発18試合）に登板して4勝7敗、防御率4.53、63奪三振を記録した。
2014年はAA級ニューハンプシャーでプレーし、26試合（先発22試合）に登板して9勝9敗、防御率3.69、93奪三振を記録した。
2015年はAA級ニューハンプシャーとAAA級バッファローでプレーし、2球団合計で27試合に先発登板して12勝14敗、防御率4.56、97奪三振を記録した。
2016年もAA級ニューハンプシャーとAAA級バッファローでプレーし、2球団合計で28試合に先発登板して8勝12敗、防御率4.17、108奪三振を記録した。
2017年は開幕をAAA級バッファローで迎え、4月8日にメジャー契約を結んでアクティブ・ロースター入りした。同日のタンパベイ・レイズ戦でメジャーデビュー。5月8日にDFAとなった。

### マリナーズ時代

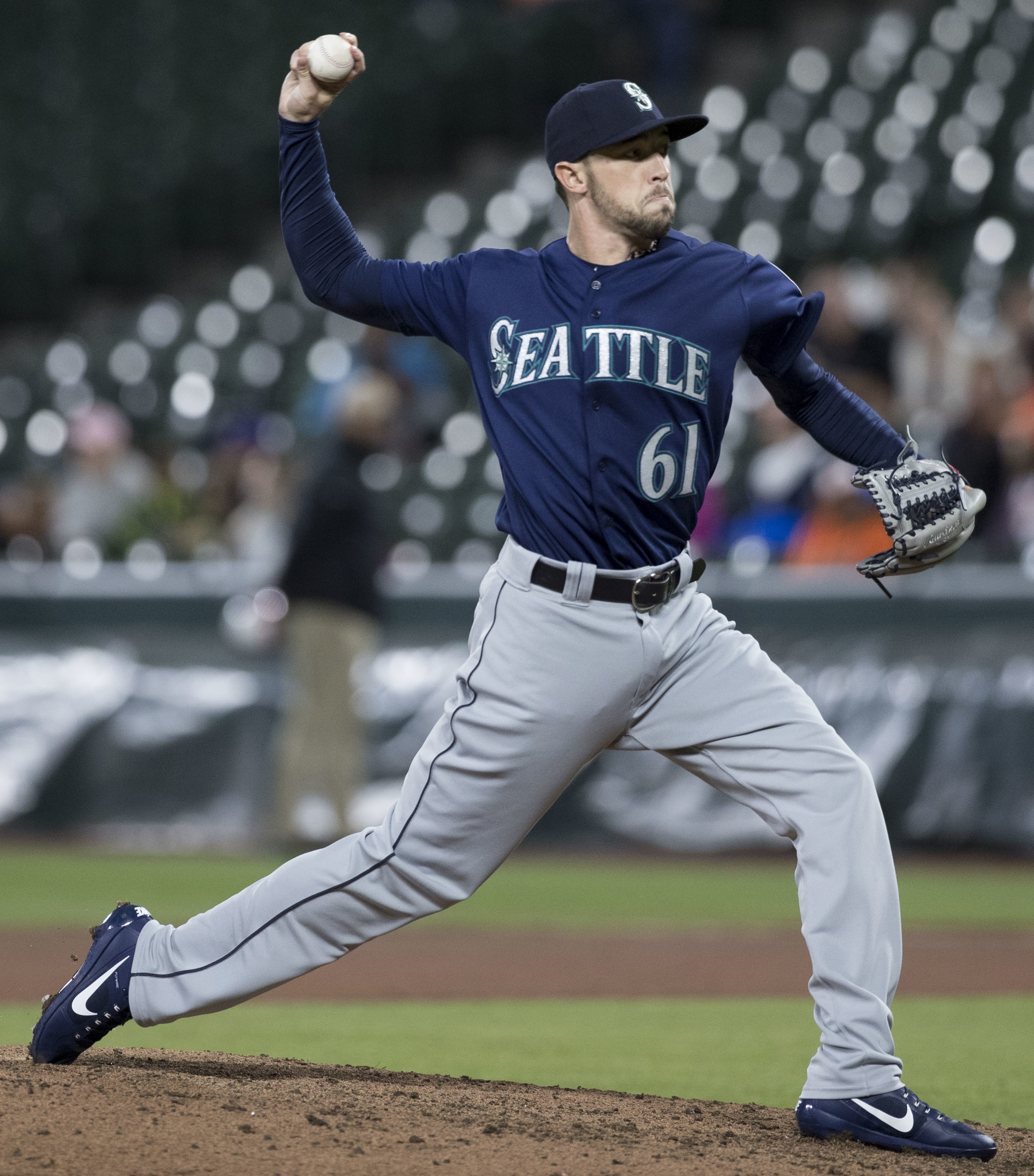
マリナーズ時代（2017年8月29日）

2017年5月11日にウェイバー公示を経てシアトル・マリナーズへ移籍した。8月15日にアンドリュー・アルバース、サム・ガビグリオのメジャー昇格に伴い、チアゴ・ビエイラと共にオプションで傘下のAAA級タコマ・レイニアーズに降格した。この年メジャーでは2球団合計で27試合（先発2試合）に登板して2勝3敗、防御率6.34、52奪三振を記録した。オフの10月31日に40人枠を外れる形でAAA級タコマへ配属された後、7日にFAとなった。
2018年1月16日にマリナーズとマイナー契約を結び、同年のスプリングトレーニングに招待選手として参加することになった。3月28日にメジャー契約を結び、アクティブ・ロースター入りした。

### 広島時代
2018年12月4日に広島東洋カープと契約を結んだ。
2019年のシーズン開幕直前に祖父の葬儀に参列するため一時帰国した。再来日後は2軍での調整が続いていたが、7月3日の東京ヤクルトスワローズ13回戦にNPB初登板・初先発を果たした。しかし、村上宗隆に満塁ホームランを浴びるなど5回6失点の内容で敗戦投手となった。結局一軍登板はこの1試合のみに留まった。11月5日に球団から来季の契約を結ばないことを通告された。

### 独立リーグ時代
2021年3月30日、アトランティックリーグのヨーク・レボリューションと契約を結んだ。

### ブルージェイズ復帰
2021年5月19日、トロント・ブルージェイズとマイナー契約を結び、AAA級バッファロー・バイソンズに配属された。
2022年5月4日にメジャー昇格し、翌5日のクリーブランド・ガーディアンズ戦で4年ぶりのMLB登板を果たした。オフに新たにブルージェイズとマイナー契約を結び直したが、2023年7月17日にオプトアウトを選択し、FAとなった。

### カージナルス時代
2023年7月20日にセントルイス・カージナルスとマイナー契約を結んだ。8月15日に負傷者リスト入りしたスティーブン・マッツと入れ替わり、アクティブ・ロースター入りした。10月26日にFAとなった。

### 2024年シーズン
2024年2月7日にマリナーズとマイナー契約を結んだ。このシーズンは傘下AAA級タコマ・レイニアーズで29試合に先発した。

### 2025年シーズン
2024年11月15日にマイナー契約を結び直した。2025年4月9日にメジャー契約を結んでアクティブ・ロースター入りした。同月14日にDFAとなるも、17日にマイナー契約を結び、翌18日に再びアクティブ・ロースター入りしたが、27日にトロイ・テイラーとテイラー・ソーセドの復帰に伴って、再びDFAとなった。
2025年4月28日にウェイバーを経て、ブルージェイズに移籍した。しかし1試合に登板したのみで4月30日にDFAとなり、5月2日に自由契約になった後、5月7日にマリナーズとマイナー契約を結び、5月29日にメジャー復帰したが、6月7日にトレント・ソーントンのILからの復帰に伴いDFAとなっている。

## 選手としての特徴・人物
投球フォームはスリークォーターで、左足を大きくインステップし、柔らかいしなりを使って投げ込む。制球力の高い技巧派投手で、奪三振が少なく打たせて取る投球が身上。持ち球はシンカーのように変化するツーシーム、スライダー、カーブ、チェンジアップと多彩に操る。
愛称は英語で小枝を意味する「ツイッグ」。
日本では一蘭の豚骨ラーメンや森永製菓のハイチュウを気に入っていた。

## 詳細情報

### 年度別投手成績
| 年 度    | 球 団    | 登 板 | 先 発 | 完 投 | 完 封 | 無 四 球 | 勝 利 | 敗 戦 | セ 丨 ブ | ホ 丨 ル ド | 勝 率 | 打 者 | 投 球 回 | 被 安 打 | 被 本 塁 打 | 与 四 球 | 敬 遠 | 与 死 球 | 奪 三 振 | 暴 投 | ボ 丨 ク | 失 点 | 自 責 点 | 防 御 率 | W H I P |
| -------- | -------- | ----- | ----- | ----- | ----- | -------- | ----- | ----- | -------- | ----------- | ----- | ----- | -------- | -------- | ----------- | -------- | ----- | -------- | -------- | ----- | -------- | ----- | -------- | -------- | ------- |
| 2017     | TOR      | 4     | 2     | 0     | 0     | 0        | 0     | 3     | 0        | 0           | .000  | 72    | 13.1     | 21       | 2           | 11       | 3     | 0        | 7        | 0     | 0        | 14    | 13       | 8.78     | 2.40    |
| 2017     | SEA      | 23    | 0     | 0     | 0     | 0        | 2     | 0     | 0        | 0           | 1.000 | 192   | 42.0     | 56       | 9           | 14       | 1     | 1        | 45       | 1     | 0        | 27    | 26       | 5.57     | 1.67    |
| '17計    | SEA      | 27    | 2     | 0     | 0     | 0        | 2     | 3     | 0        | 0           | .400  | 264   | 55.1     | 77       | 11          | 25       | 4     | 1        | 52       | 1     | 0        | 41    | 39       | 6.34     | 1.84    |
| 2018     | SEA      | 11    | 0     | 0     | 0     | 0        | 1     | 0     | 0        | 0           | 1.000 | 106   | 23.1     | 28       | 2           | 10       | 1     | 2        | 14       | 1     | 0        | 19    | 19       | 7.33     | 1.63    |
| 2019     | 広島     | 1     | 1     | 0     | 0     | 0        | 0     | 1     | 0        | 0           | .000  | 23    | 5.0      | 4        | 1           | 4        | 1     | 0        | 3        | 0     | 0        | 6     | 6        | 10.80    | 1.60    |
| 2022     | TOR      | 6     | 0     | 0     | 0     | 0        | 0     | 1     | 0        | 0           | .000  | 79    | 18.0     | 23       | 5           | 4        | 0     | 1        | 11       | 0     | 0        | 15    | 15       | 7.50     | 1.50    |
| 2023     | STL      | 15    | 0     | 0     | 0     | 0        | 1     | 0     | 0        | 4           | 1.000 | 122   | 27.1     | 32       | 7           | 10       | 2     | 2        | 20       | 0     | 0        | 20    | 20       | 6.59     | 1.54    |
| MLB：4年 | MLB：4年 | 59    | 2     | 0     | 0     | 0        | 4     | 4     | 0        | 4           | .500  | 571   | 124.0    | 160      | 25          | 49       | 7     | 6        | 97       | 2     | 0        | 95    | 93       | 6.75     | 1.68    |
| NPB：1年 | NPB：1年 | 1     | 1     | 0     | 0     | 0        | 0     | 1     | 0        | 0           | .000  | 23    | 5.0      | 4        | 1           | 4        | 1     | 0        | 3        | 0     | 0        | 6     | 6        | 10.80    | 1.60    |

- 2024年度シーズン終了時

### 記録
NPB投手記録
- 初登板・初先発登板：2019年7月3日、対東京ヤクルトスワローズ13回戦（MAZDA Zoom-Zoom スタジアム広島）、5回6失点で敗戦投手
- 初奪三振：同上、1回表に吉田大成から空振り三振

NPB打撃記録
- 初打席：2019年7月3日、対東京ヤクルトスワローズ13回戦（MAZDA Zoom-Zoom スタジアム広島）、2回裏に寺原隼人から空振り三振

### 背番号
- 59（2017年 - 同年途中）
- 61（2017年途中 - 2018年）
- 70（2019年）
- 62（2022年）
- 72（2023年）
- 41（2025年 - ）